# St. Louis Missouri Fur Company
St. Louis Missouri Fur Company também conhecida como Missouri Fur Company  era um companhia de comércio fundada por Manuel Lisa  um explorador e comerciante de peles.